# Blackfoot (rivière)
Pour les articles homonymes, voir Blackfoot.
Blackfoot est une rivière du Montana, au nord des États-Unis.
Sa longueur est de 120 km. Elle prend sa source dans  le comté de Lewis et Clark puis coule vers l'ouest arrose la ville de Milltown (Montana) et pénètre dans la rivière Clark Fork à environ huit kilomètres à l'est de la ville de Missoula.

## La Rivière du sixième jour
La Rivière du sixième jour est le titre d'un roman de Norman Maclean, appartenant à "l'école de Missoula". Dans cette œuvre semi-autobiographique l'auteur décrit, entre autres, la pêche à la mouche dans cette rivière. Elle abrite, avec  la Gallatin, la Madison, la Flathead, les quatre espèces de truites préférées des pêcheurs à la mouche qu'ils rêvent de sentir vibrer un jour au bout de leur canne. 
Ce roman a été adapté au cinéma par Robert Redford en 1992 sous le titre Et au milieu coule une rivière avec Brad Pitt dans le rôle principal. Aurélien Ferenczi écrit "s’appuyant sur la superbe photo de Philippe Rousselot, le cinéaste fait de la rivière Blackfoot une métaphore centrale et polysémique, symbole de l’existence humaine, du temps, de la narration. Ce film humaniste et écologique (au sens le moins politique du terme) est une merveille".
Pourtant le film est en partie légendaire : à cause de la pollution la rivière ne contenait, alors, plus de truite.